# Kostyra
Kostyra – polskie nazwisko.

## Znani przedstawiciele
- Andrzej Kostyra – polski dziennikarz i komentator sportowy, specjalizujący się w boksie i futbolu amerykańskim
- Henryk Kostyra – polski biolog i technolog żywności i żywienia
- Marcin Kostyra – polski tangsudoka
- Martha Stewart z domu Kostyra – amerykańska bizneswoman polskiego pochodzenia
- Stanisław Kostyra – polski szachista, mistrz międzynarodowy